# الدراسات الاجتماعية

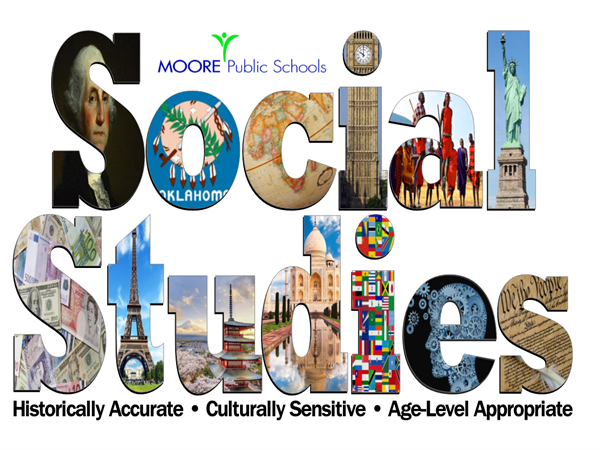

الدراسات الاجتماعية هي الدراسة المتكاملة في نظام التعليم في الولايات المتحدة لمجالات متعددة من العلوم الاجتماعية والإنسانية بما في ذلك التاريخ والجغرافيا والعلوم السياسية. وأصاغ المعلمين الأمريكيين هذا المصطلح لأول مره في بداية القرن العشرين كملف جذاب لهذه الموضوعات ، بالإضافة إلى مواد أخرى لا تتناسب مع النماذج التقليدية للتعليم الأدنى في الولايات المتحدة مثل : الفلسفة وعلم النفس. كما في عام 1912 كلّف وزير الداخلية آنذاك فرانكلين نايت لين مكتب التعليم (لا ينبغي الخلط بينه وبين الوكالة التي خلفتها وزارة التعليم في الولايات المتحدة بإعادة هيكلة نظام التعليم الأمريكي بالكامل للقرن العشرين. ورداً على ذلك أنشأ مكتب التعليم بالتعاون مع النقابة الوطنية للتعليم و لجنة إعادة تنظيم التعليم الثانوي. حيث كانت اللجنة مكونة من 16 لجنة ( أُنشئت 17 لجنة بعد ذلك بعامين ، في عام 1916) ، وكل منها مكلفة بإصلاح جانب محدد من نظام التعليم الأمريكي. ومن أبرز هذه اللجان لجنة الدراسات الاجتماعية التي تم إنشاؤها لتوحيد مختلف الموضوعات التي لا تتناسب مع المناهج المدرسية العادية في موضوع جديد وسُميت بالدراسات الاجتماعية.

## النشرة رقم 28
تُوج العمل في عام 1920 الذي أنجزته لجنة الدراسات الاجتماعية بنشر وإصدار النشرة رقم 28 (وتسمى أيضًا بتقرير لجنة الدراسات الاجتماعية ، 1916). حيث يُعتقد أن النشرة المؤلفة من 66 صفحة والتي نشرها ووزعها مكتب التربية والتعليم هي أول عمل مكتوب مخصص بالكامل للموضوع. صُمّمت لتقدّم المفهوم للمعلمين الأميركيين ويكون بمثابة دليل لإنشاء مناهج وطنية على أساس الدراسات الاجتماعية. بالإضافة إلى ذلك اقترحت النشرة العديد من الأفكار التي اعتبرت متطرفة في ذلك الوقت ، ويعتبرها العديد من المعلمين بأنها أكثر المصادر التعليمية إثارةً للجدل في أوائل القرن العشرين. وفي السنوات التي اعقبت نشرها ، تلقت النشرة انتقادات من المعلمين حول غموضها ، خاصةً فيما يتعلق بتعريف الدراسات الاجتماعية بعينه . كما يشير النقاد غالبًا إلى القسم الأول من التقرير الذي يعرّف الدراسات الاجتماعية بغموض على أنها «... من المفهوم أنه هؤلاء الذين يرتبط موضوعهم مباشرة بتنظيم المجتمع البشري وتنميته ، وبالرجل كعضو في المجموعات الاجتماعية».